# Oberndorf (Höttingen)
Oberndorf ([ˈoːbɐnˌdɔʁf] ) ist ein Gemeindeteil der mittelfränkischen Gemeinde Höttingen im Landkreis Weißenburg-Gunzenhausen. Oberndorf liegt in der Gemarkung Höttingen.

## Lage
Der Weiler liegt zwischen Ottmarsfeld und Ellingen, rund 2 km von Höttingen entfernt. Oberndorf liegt dem Karlshof-Hochplateau, nahe dem Ort liegt die Quelle des Schloßgrabens, einem kleinen Nebenfluss des Ottmarsfelder Grabens. Nördlich befand sich der Rätische Limes.

## Geschichte
Um 1190 wurde vom Eichstätter Bischof Otto von Bamberg die Dorfkirche geweiht, die zum letzten Mal 1504 erwähnt wurde. Was mit der Kirche geschah, ist unbekannt. Die heutige Kapelle mit Madonna-Statue und Satteldach und Schweifgiebel stammt aus dem Jahr 1739. Das eingeschossige Bauernhaus Oberndorf 4 ist ein Teil eines Vierseithofes und wurde um 1752 erbaut. Im Ersten Weltkrieg starben zwei Personen.

## Baudenkmäler
- Kapelle mit Madonna-Statue
- Bauernhaus Oberndorf 4